# Michael Cronin
Pour les articles homonymes, voir Cronin.
Michael Cronin, né en 1942 à Cranfield, dans le Bedfordshire, est un acteur britannique connu pour son rôle de Bullet Baxter dans Grange Hill de la production BBC One. Il signe également des ouvrages de littérature d'enfance et de jeunesse.

## Biographie
Son père est un réparateur de bombardier Wellington dans un aérodrome local lors de la Seconde Guerre mondiale. 
Enfant, il fait sa scolarité à Christian Brother School avant de poursuivre ses études à l'université Reine Mary Collège.
Il réside à Londres pendant plus de trente ans, est marié et a deux fils.

## Filmographie

### Cinéma
- 1980 : Jeux d'espions (Hopscotch) : un policier
- 1986 : Héroïne : (Captive) : McPherson
- 1993 : L'Heure du Cochon (The Hour of the Pig) : le sombre étranger
- 1997 : For My Baby : l'inquisiteur
- 2001 : La Découverte du ciel (The Discovery of Heaven) : le documentaliste de guerre
- 2009 : Double Identity (Fake Identity) : Jacob
- 2010 : Wolfman : le Docteur Lloyd
- 2012 : L'Ombre du mal (The Raven) : vieux gentleman
- 2013 : En secret (In Secret) : le docteur
- 2015 : Au cœur de l'océan (In the Heart of the Sea) : le chef spirituel Quaker
- 2017 jurassique parc

### Télévision
- 1975 : L'Hôtel en folie (Fawlty Towers) - the Builders, episode 2, saison 1 : Lurphy
- 1975 : Angoisse (Thriller) - If It's a Man, Hang Up, épisode 1, saison 5 : le publiciste
- 1977 : Out of Bounds (5 épisodes) : sergent-détective Green
- 1977 : Jésus de Nazareth (Jesus of Nazareth) : Eliphaz
- 1979 à 1986 : Grange Hill (71 épisode) : Baxter
- 1990 : Bergerac - Entente cordiale, épisode 5, saison 8 : l'inspecteur Pageon
- 1990 : Hercule Poirot - The Mysterious Affair at Styes, épisode 1, saison 3 : Alfred Inglethorp
- 1991 : The Bill - The Sorcerer's Apprentice, épisode 100, saison 7 : Ronnie Lempert
- 1994 : The Bill - Pass the Parcel, épisode 129, saison 10 : Mr. Wade
- 1994 : MacGyver (MacGyver: Trail to Doomsday) (téléfilm) : le docteur Massey
- 1996 : Wycliffe - Old Habits, épisode 8, saison 3 : Hugh Samford
- 1996 : Casualty - Trapped, épisode 13, saison 1 : inspecteur en chef Walker
- 1998 : Inspecteur Barnaby (Midsomer Murders) - Death of a Hollow Man, épisode 3, saison 1 : l'empereur Joseph
- 1998 : Jérémiah (Jeremiah) (téléfilm) : Chelkia
- 1999 : RKO 281 : La Bataille de Citizen Kane (RKO 281) (téléfilm) : Joseph Willicombe
- 2000 : Anna Karénine (mini-série) : Sergei
- 2004 : Doctors - Catchy Monkey, épisode 52, saison 6 : Adrian Spalding
- 2008 : Merlin (12 épisodes) : Geoffroy de Monmouth
- 2014 : Londres, police judiciaire (Law & Order: UK) - A Perdict a Riot, épisode 3, saison 8 : Maurice Bennett

## Œuvres de littérature d'enfance et de jeunesse
- Against the Day (Oxford University Press, 1998)
- Through the Night (Oxford University Press, 2003)
- In the Morning (Oxford University Press, 2005)